# Albores de Zapata I
Albores de Zapata I är en ort i Mexiko.   Den ligger i kommunen La Trinitaria och delstaten Chiapas, i den sydöstra delen av landet, 800 km sydost om huvudstaden Mexico City. Albores de Zapata I ligger 690 meter över havet och antalet invånare är 165.
Terrängen runt Albores de Zapata I är varierad. Runt Albores de Zapata I är det ganska glesbefolkat, med 42 invånare per kvadratkilometer. Närmaste större samhälle är La Trinitaria, 13,2 km norr om Albores de Zapata I. I omgivningarna runt Albores de Zapata I växer huvudsakligen savannskog.